# Lacera asinuosa
Lacera asinuosa là một loài bướm đêm trong họ Erebidae.